# فوينتيبينيلا
فوينتيبينيلا هي بلدية تقع في مقاطعة سوريا، في منطقة قشتالة وليون، في إسبانيا. يبلغ عدد سكانها 91 نسمة وذلك حسب (المعهد الوطني للإحصاء) سنة 2017، وتبلغ مساحتها 52,52 كم²، وترتفع عن سطح البحر 939 متر.

## تطور السكان
في تعداد عام 2010 بلغ عدد سكان البلدية 107 نسمة، منهم 64 رجلا و43 امرأة.